# Carl Caufal

Carl und Anna Caufal (geb. Hauswirth) (Foto: Fritz Luckhardt (1843–1894)).

Carl Caufal (* 5. Dezember 1861 in Olmütz; † 24. November 1929 in Wien) war ein österreichischer Architekt.

## Leben

Familie Karl und Anna Caufal (geb. Hauswirth) um 1900 am Semmering. Dort war Anna Caufals älterer Bruder Karl Hauswirth (1874–1946) Pächter des Restaurants und Cafés im „Hotel Erzherzog Johann“, das der Luftfahrt-Pionier Viktor Silberer 1899 errichten ließ. Die Aufnahme zeigt Karl und Anna Caufal mit ihren Kindern Anna, Hans, Friedrich und Robert Caufal sowie Caufals Schwager, den Luftschiffer Hans Hauswirth (1878–1914) in Leutnantsuniform.

Über das Leben von Carl bzw. Karl Caufal ist sehr wenig bekannt. So weiß man nichts über seine Ausbildung und wann er nach Wien gekommen ist. Jedenfalls realisierte er um die Jahrhundertwende einige Bauten in Wien und war auch im Immobiliengeschäft tätig. Anfang 1903 wurde Karl Caufal, der „durch verunglückte Bauspeculationen in Concurs gerieth, […] auf Grund eines Deficites von 90,000 K[ronen] [2022: 555.000,- Euro] zu drei Wochen strengen Arrests verurtheilt.“ Ab Beginn des Ersten Weltkriegs sind keine Bauten mehr von ihm bekannt.

## Familiärer Hintergrund
Karl Caufal war ein Sohn von Josef (~1813–1867) und Magdalena Caufal (geb. Wofczaczek). Der Vater, ein Nordbahnbeamter, verstarb am 6. Juni 1867 54-jährig in der Wiener Leopoldstadt, wo die Familie lebte und Karl Caufals Brüder Adolf und Richard Caufal die k.k. Unterrealschule zu St. Johann in der Jägerzeile (= Praterstraße) besuchten.
Karl Caufal besuchte die „k.k. Bau- und Maschinen-Gewerbeschule“ in Wien. Er war seit 19. August 1889 mit der Restaurateurs-Tochter Anna Hauswirth (1869–1939) verheiratet, deren Eltern Hans und Anna Hauswirth (geborene Wild) seit 1869 in der Praterstraße 62 das „Restaurant Hauswirth“ betrieben. Caufal war somit Schwager des 1914 bei der „Körting-Katastrophe“ tödlich verunglückten Hauptmannes Hans Hauswirth (1878–1914). Als Schwager von Hans und Gisela Weigel (geborene Hauswirth) war Karl Caufal zudem ein Onkel der späteren Kinderbuch-Illustratorin Susi Weigel. Selbst hatte Caufal zumindest vier Kinder: Tochter Anna Caufal (1890–1975) sowie die Söhne Hans (1893 –1915), Friedrich (1895–1955) und Robert Caufal (1897–1951).

## Werk
Das bekannteste und zugleich auch erste bekannte Bauwerk Caufals ist der Dogenhof, der im Stile der venezianischen Gotik gestaltet wurde (in der Nähe befand sich der Vergnügungspark Venedig in Wien im Prater). Seine späthistoristischen Bauten zeigen einen üppigen neobarocken Dekor. Um 1910 werden seine Fassaden schlichter und nehmen secessionistische Gestaltungselemente auf.
Caufal wurde im Zusammenhang mit der Restaurierung des Dogenhofes zwischen 2005 und 2007 von Restauratoren und Journalisten ungerechtfertigt negativ beurteilt. Kritisiert wurde vor allem die Ausführung der Fassadenteile als Betonguss, wie es allerdings zu dieser Zeit durchaus üblich war. Tatsächlich war er ein vielseitiger Architekt, der auf der Höhe seiner Zeit stand.
| Foto |                 | Baujahr   | Name                                                    | Standort                                                    | Beschreibung                 | Metadaten                                                 |
| ---- | --------------- | --------- | ------------------------------------------------------- | ----------------------------------------------------------- | ---------------------------- | --------------------------------------------------------- |
| ja   | Datei hochladen | 1896–1898 | Wohnhaus „Dogenhof“ HERIS-ID: 8549 Objekt-ID: 4504      | Wien 2, Praterstraße 70 / Mayergasse 1 Standort             | → Hauptartikel : Dogenhof f1 | P84(Architekt): P131(Ort):Leopoldstadt Region-ISO:AT-9    |
| BW   | Datei hochladen | 1897      | Miethaus                                                | Wien 7, Siebensterngasse 38 Standort                        |                              | P84(Architekt):Carl Caufal P131(Ort):Wien Region-ISO:AT-9 |
| ja   | Datei hochladen | 1902      | Miethaus Hotel Post                                     | Wien 1, Fleischmarkt 24 Standort                            |                              | P84(Architekt): P131(Ort):                                |
| ja   | Datei hochladen | 1905      | Miethaus                                                | Wien 3, Hintzerstraße 3 und 5 Standort                      |                              | P84(Architekt):Carl Caufal P131(Ort):Wien Region-ISO:AT-9 |
| BW   | Datei hochladen | 1906      | Miethaus                                                | Wien 3, Dannebergplatz 12 Standort                          |                              | P84(Architekt):Carl Caufal P131(Ort):Wien Region-ISO:AT-9 |
| BW   | Datei hochladen | 1906      | Miethaus                                                | Wien 3, Dannebergplatz 13 Standort                          |                              | P84(Architekt):Carl Caufal P131(Ort):Wien Region-ISO:AT-9 |
| ja   | Datei hochladen | 1910      | Miethausblock                                           | Wien 6, Gumpendorferstraße 70 / Otto-Bauer-Gasse 2 Standort | Wohnhaus von Otto Bauer      | P84(Architekt): P131(Ort):                                |
| BW   | Datei hochladen | 1911      | Miethaus                                                | Wien 5, Margaretengürtel 2 / Blechturmgasse 1 Standort      |                              | P84(Architekt):Carl Caufal P131(Ort):Wien Region-ISO:AT-9 |
| ja   | Datei hochladen | 1912–1913 | Wohn- u. Geschäftshaus HERIS-ID: 47627 Objekt-ID: 50828 | Wien 4, Paniglgasse 16 Standort                             |                              | P84(Architekt): P131(Ort):Wieden Region-ISO:AT-9          |